# Серенада

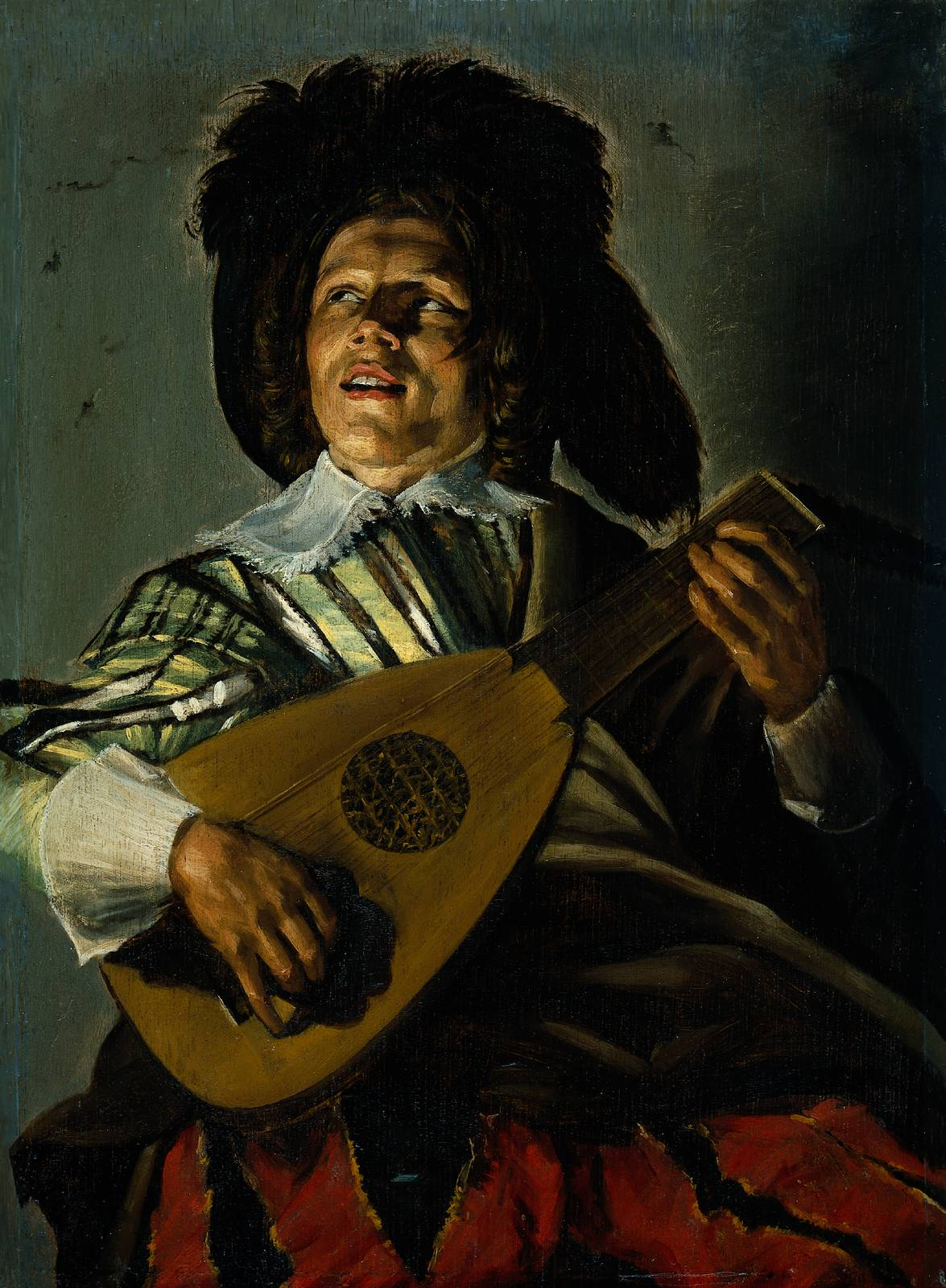
Юдит Лейстер. «Серенада» (1629)

Серенада (фр. serenade, от итал. serenata, от sera — вечер) — музыкальная композиция, исполняемая в чью-то честь. В истории музыки существует несколько трактовок этого понятия.

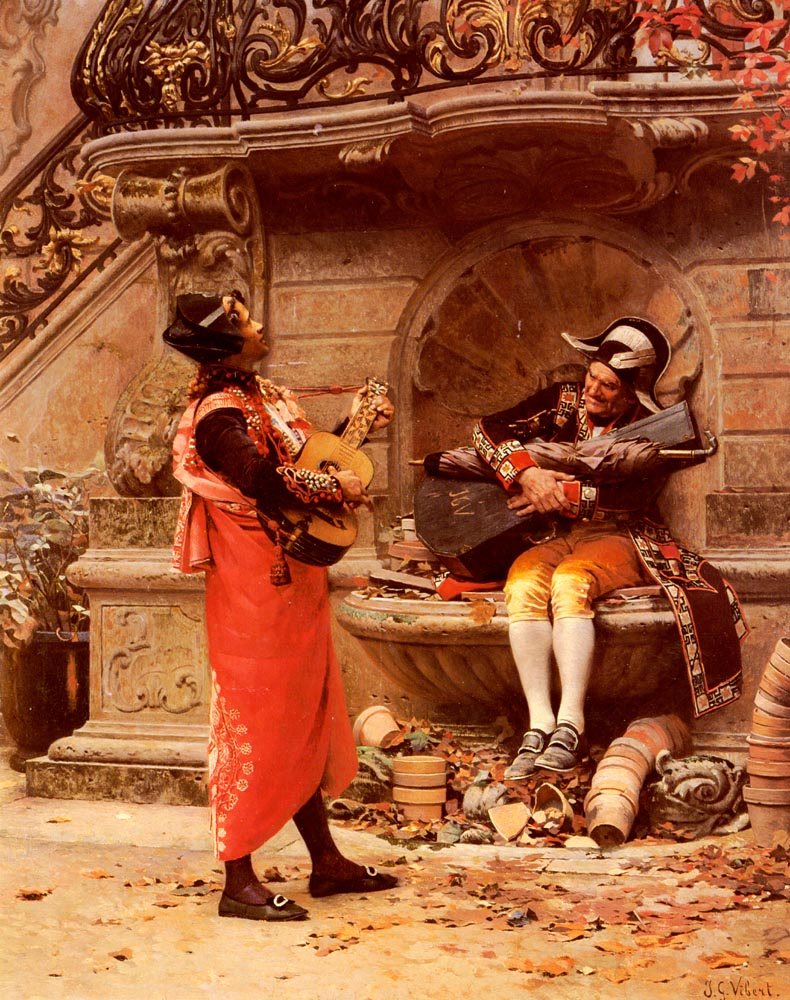
Жан Вибер. «Серенада» (1880-е гг.)

- В самом старом значении серенада — песня, исполненная для возлюбленной, обычно в вечернее или ночное время и часто под её окном при помощи гитары или скрипки. Такой жанр был распространён в Средневековье и эпоху ренессанса. Истоком такой серенады является вечерняя песня трубадуров (serena). Вокальная серенада была широко распространена в быту южных романских народов. Певец обычно сам аккомпанировал себе на лютне, мандолине или гитаре.

Сочинения такого типа также появились и в более поздние периоды, но обычно в контексте обращения к прошлому. (например в Доне Жуане Моцарта).
- В эру барокко серенада (также называемая в этом случае итальянской серенадой — так как эта форма была наиболее распространена в Италии) являлась типом кантаты, исполненной на открытом воздухе в вечернее время, включающая в себя как вокальное, так и инструментальное исполнение. Среди композиторов, сочинявших такой тип серенады были Алессандро Страдела, Алессандро Скарлатти, Иоганн Иосиф Фукс, Иоганн Маттезон, Антонио Кальдара. Такие сочинения были крупными работами, выполненными с минимальной инсценировкой, и являлись звеном между кантатой и оперой. Некоторые авторы утверждают, что главное различие между кантатой и серенадой, приблизительно в 1700 году, было то, что серенада исполнялась на открытом воздухе и поэтому могла использовать инструменты, которые были бы слишком громкими в маленькой комнате — трубы, рожки и барабаны.

- Самый важный и распространённый тип серенады в истории музыки — многочастная пьеса для большого инструментального ансамбля, связанных с дивертисментом, и главным образом сочиняемый в Классические и Романтичные периоды, хотя несколько примеров существуют с XX столетия. Обычно такие сочинения легче, чем другие из многих частей для большого ансамбля (например симфония), где мелодичность более важна, чем тематическое развитие или драматическая интенсивность. Такие сочинения были наиболее распространены в Италии, Германии, Австрии и Богемии. Клавдий Степанов. «Песнь любви» (1896)

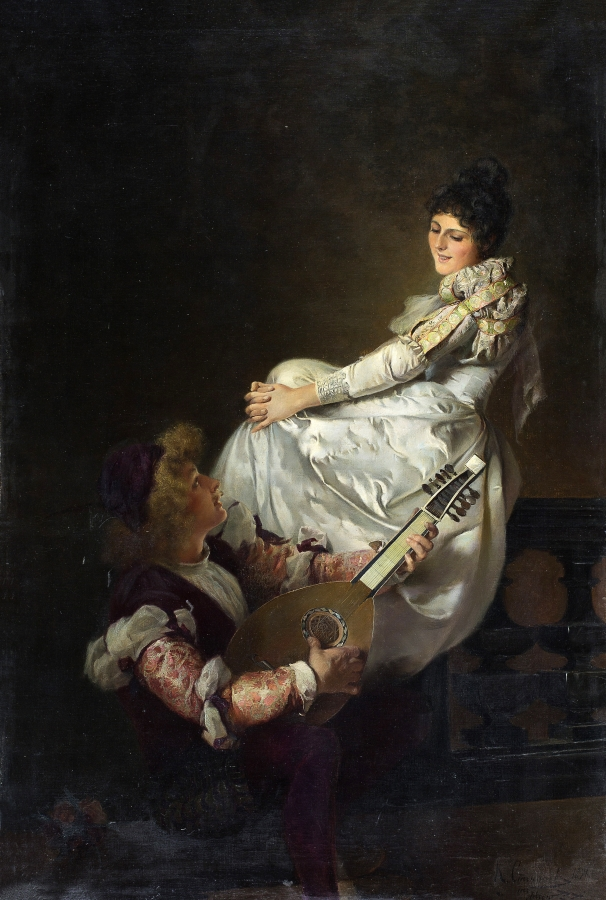
Клавдий Степанов. «Песнь любви» (1896)